# フェンダー・ストラト
ストラト（STRAT）は、1980年に発表・発売されたエレクトリックギターである。通常のストラトキャスターと明確に区別させるため、「ザ・ストラト (The STRAT)」とも呼ばれている。ストラトキャスターの略称であったストラトという名称を新たに商標登録し、それを世間に知らせるために発表したストラトキャスターの上位機種。
フェンダー社の元社長レオ・フェンダーや技師フレディ・タバレスによって開発されたオリジナル仕様に還る意図(4点止めネックジョイント、スモールヘッドストック、ブレット形でないトラスロッド)と新機軸とが混在した仕様で、リア・ピックアップにはFender X-1という高出力のものを採用したほか、ロータリースイッチと5ウェイスイッチの組み合わせで選択の幅が増やされている。
製造コストが高かったため1983年までで製造中止となった。